# Eilean an Ròin Mòr
Eilean an Ròin Mòr är en ö i Storbritannien.   Den ligger i kommunen Highland och riksdelen Skottland, i den norra delen av landet, 800 km norr om huvudstaden London.